# Dalssjön
Dalssjön är en sjö i Vara kommun i Västergötland och ingår i Göta älvs huvudavrinningsområde. Sjön ligger i en dalgång i ett småkuperat skogsområde nära gränsen mellan Vara och Falköpings kommuner. Omkring 3 kilometer öster ut ligger Rösjö mosse.

## Galleri

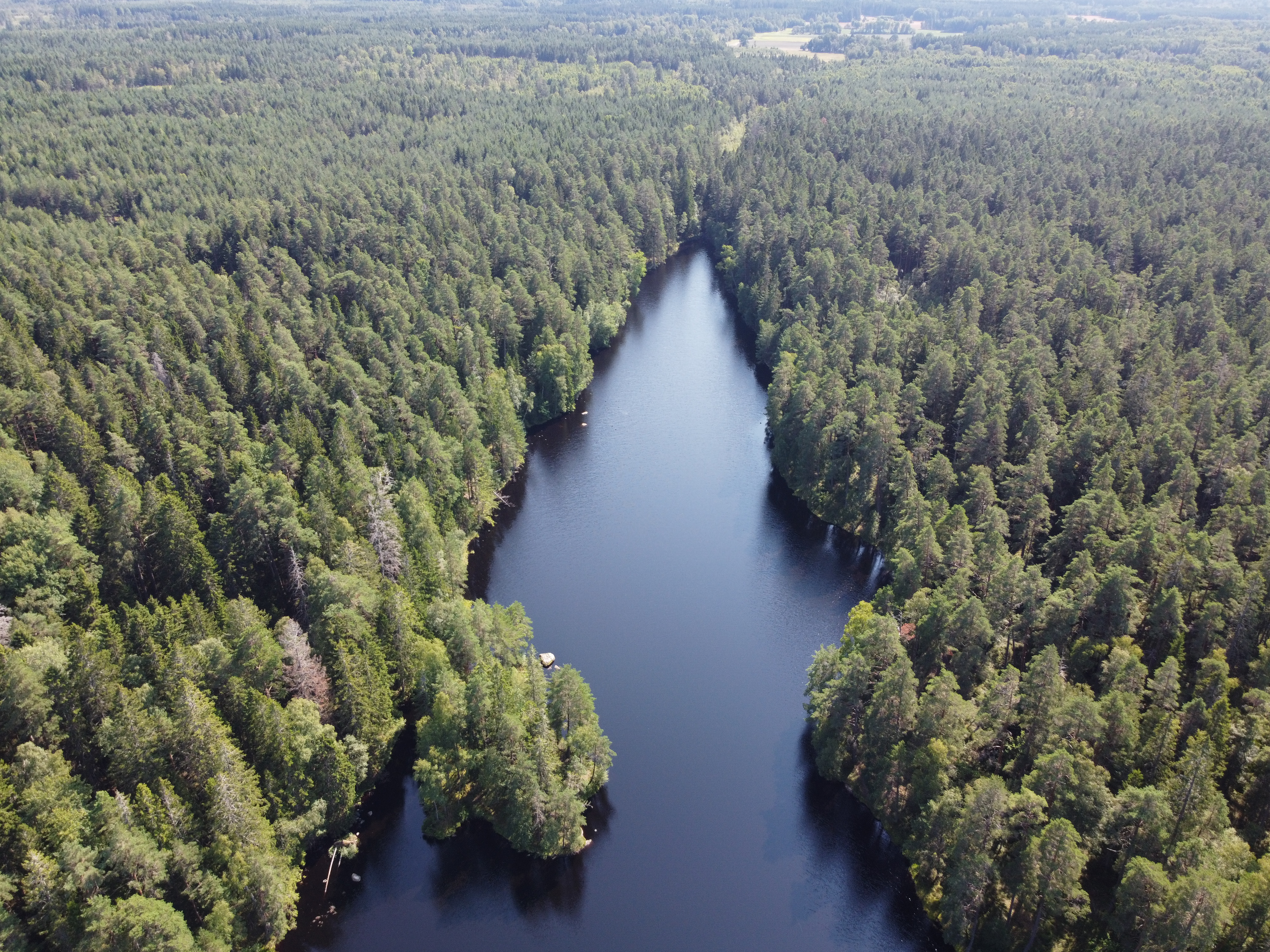
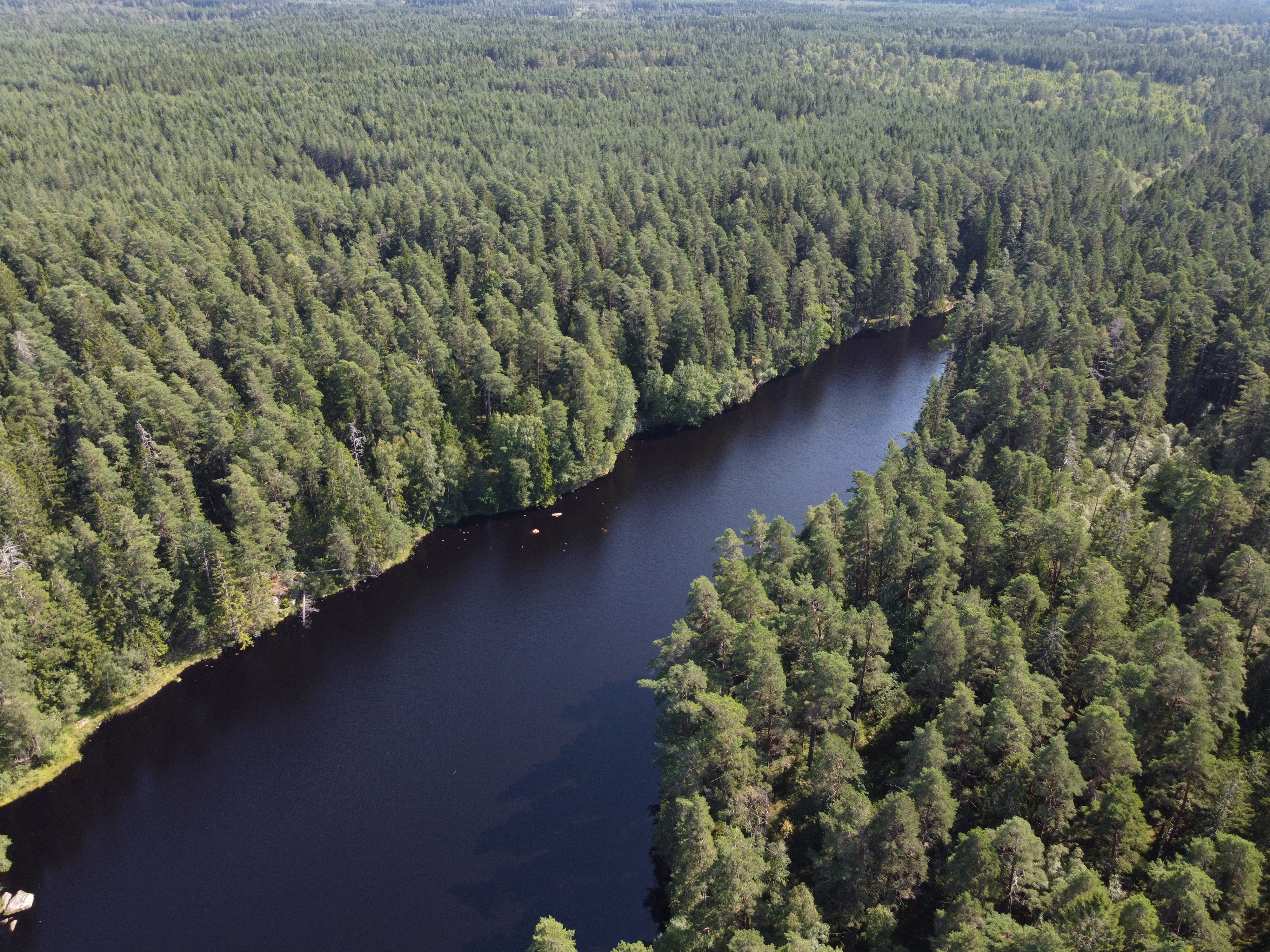